# Dan Harmon
Daniel James „Dan” Harmon, właśc. Daniel Joey Ramone Harmon (ur. 3 stycznia 1973 w Milwaukee, Wisconsin) – amerykański scenarzysta, producent filmowy, aktor i raper pochodzenia niemieckiego, najbardziej znany jako producent i twórca sitcomu NBC Community (2009–2015), współtwórca Channel 101 i współtwórca animowanego serialu Rick i Morty dla kanału Adult Swim. Absolwent Brown Deer High School w Brown Deer, Marquette University w Milwaukee i Glendale Community College w Glendale.

## Filmografia

### Filmy fabularne
- 2006: Straszny dom (Monster House) – scenarzysta
- 2015: Anomalisa – producent wykonawczy
- 2016: Doktor Strange (Doctor Strange) – konsultant

### Seriale telewizyjne
- 2006: MTV Video Music Awards 2006 – scenarzysta
- 2007–2010: Sarah Silverman – współkreator, scenarzysta
- 2008: Spike Video Game Awards 2008 – scenarzysta
- 2009: 81. ceremonia wręczenia Oscarów – scenarzysta
- 2009–2015: Community – kreator, scenarzysta, producent wykonawczy
- 2013: Bogaci bankruci jako Yurt Clerk
- 2013–: Rick i Morty – różne głosy, współkreator, scenarzysta, producent wykonawczy
- 2015: Simpsonowie – głos
- 2017: Dr Ken – scenarzysta
- 2017: Zwierzęta jako Ad Man 1 (głos)
- 2017: Simpsonowie – głos